# Naturschutzgebiet Schmachter See und Fangerien
Koordinaten: 54° 23′ 40″ N, 13° 35′ 28″ O

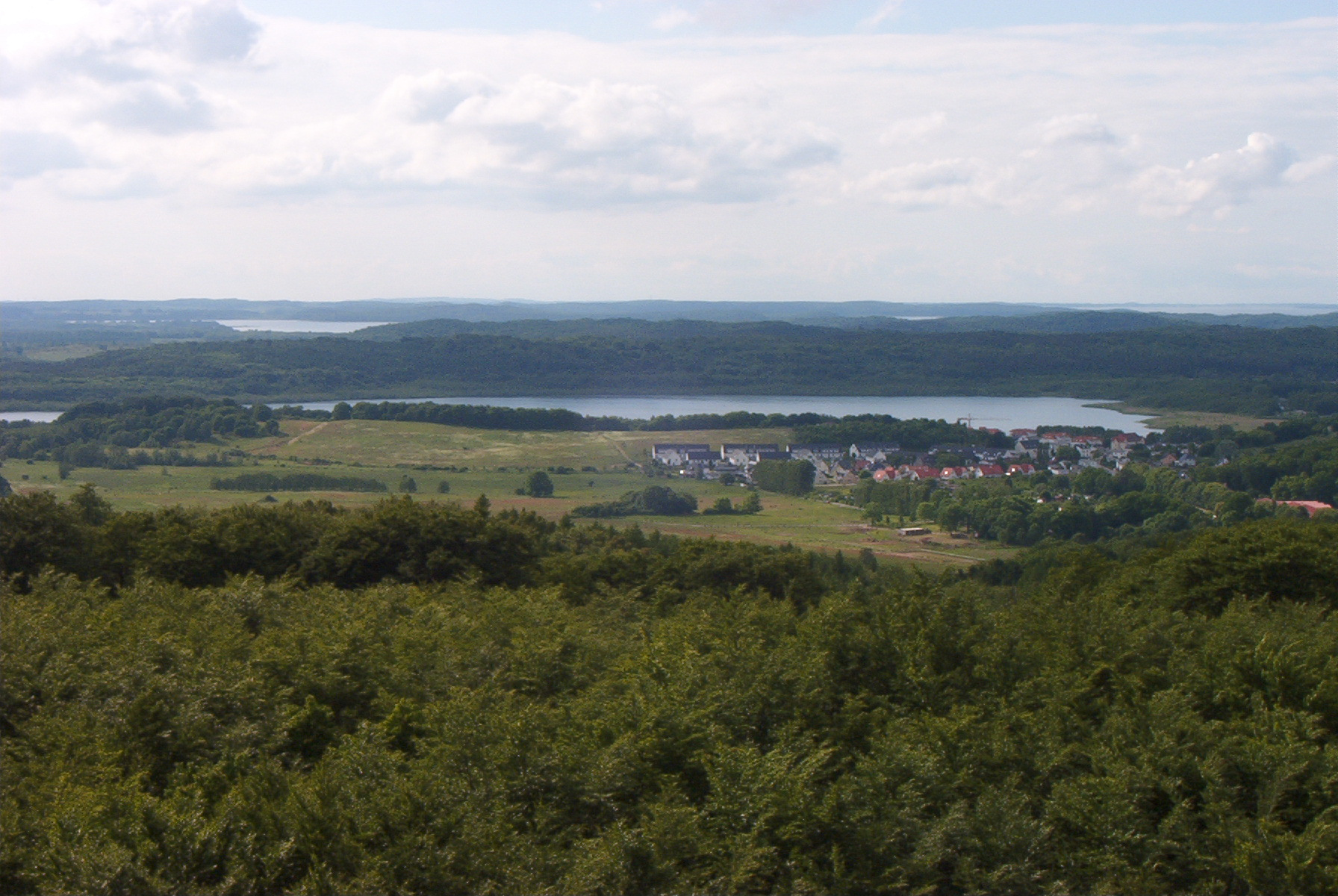
Blick vom Jagdschloss Granitz auf den Schmachter See und die dahinter liegenden Fangerien

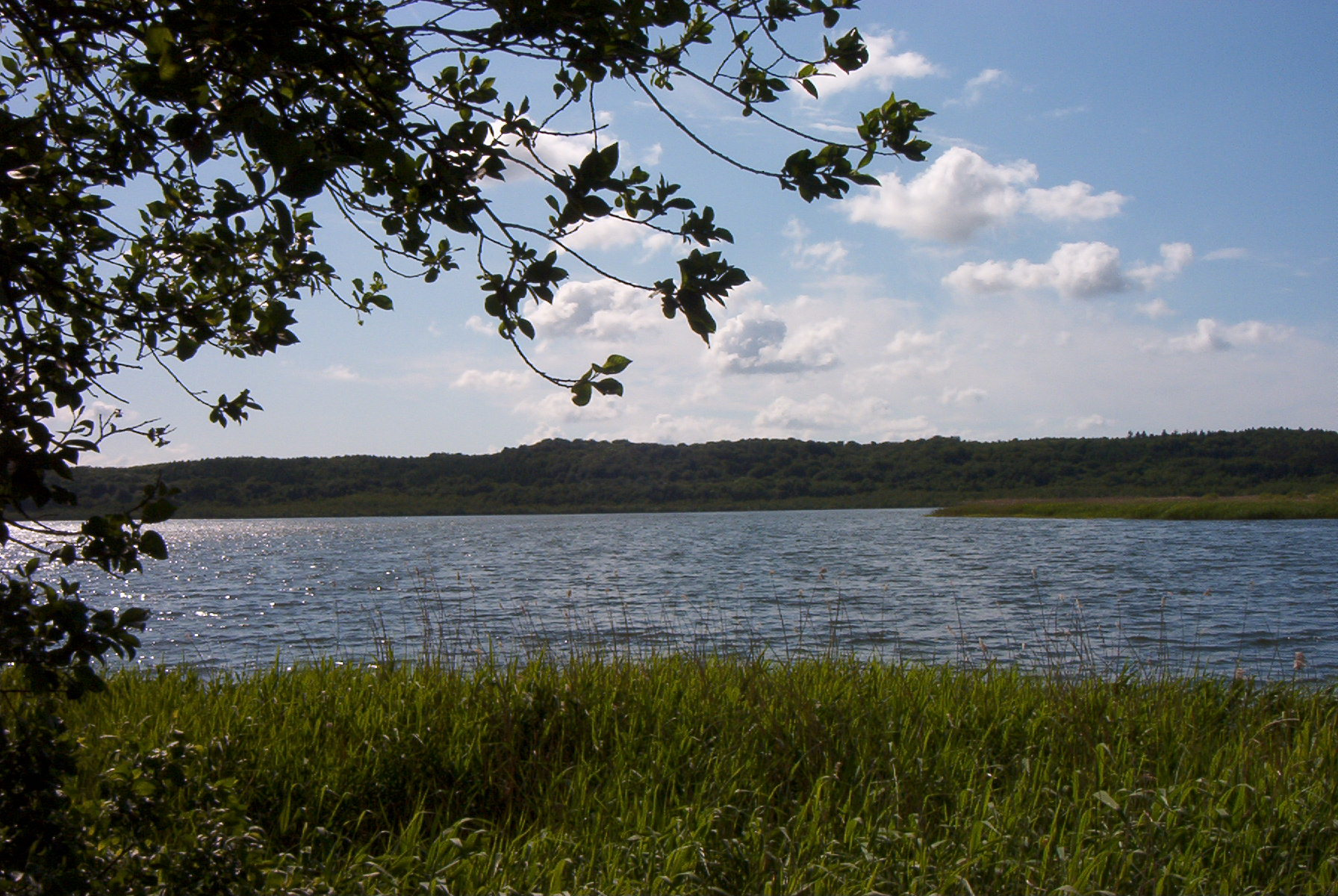
Südufer des Schmachter Sees

Das Naturschutzgebiet Schmachter See und Fangerien ist ein 262 Hektar großes Naturschutzgebiet in Mecklenburg-Vorpommern. Die Unterschutzstellung erfolgte am 7. Dezember 1994 mit dem Ziel, einen Ausschnitt der ostrügischen Hügellandschaft mit einem verlandenden See und angrenzenden Feuchtwiesen, Mooren und Wäldern zu erhalten und zu entwickeln.
Der Schmachter See liegt unmittelbar südwestlich von Binz. Der namensgebende Ort Schmacht befindet sich am Westufer des Sees. Das Naturschutzgebiet grenzt südlich an den Ort Serams und die Bundesstraße 196. Als Fangerien wird ein Buchenwald am Nordwestufer des Sees bezeichnet. Der Gebietszustand der Wälder wird als gut eingestuft. Der unbefriedigende Zustand des Schmachter Sees wurde im Rahmen des Naturschutzgroßprojektes Ostrügensche Boddenlandschaft durch eine Renaturierungsmaßnahme verbessert.

## Geschichte
Der Schmachter See entstand aus einem Toteisblock während der letzten Eiszeit. Durch den Meeresspiegelanstieg der Littorina-Transgression überfluteten die Flächen und bekamen Anschluss an die Ostsee. Der Schmachter See war eine Meeresbucht zwischen den Höhenzügen der Granitz und den Hagener Bergen. Die Steillagen am heutigen Westufer des Sees waren damals die aktiven Uferbereiche. Durch Küstenausgleichsprozesse vergrößerte sich das Strandwallsystem der nördlich liegenden Schmalen Heide und führte zur Abriegelung des Sees von der Ostsee vor 2500 Jahren. Auf den Strandwällen befindet sich heute die Ortschaft Binz. Der See verlandete und es bildete sich ein Gehölz- und Röhrichtgürtel aus. Im Westen entstanden Durchströmungs- und Quellmoore.
Das Großsteingrab in Schmacht weist auf eine menschliche Besiedlung seit der Jungsteinzeit hin. Die Schwedische Matrikelkarte aus dem Jahr 1700 und das Urmesstischblatt von 1866 zeigt die Fangerien mit Wald bestanden und in Hutenutzung. Das Durchströmungsmoor im Süden wurde im 19. Jahrhundert durch Gräben entwässert und landwirtschaftlich genutzt. In den 1970er Jahren wurde das Moor in Saatgrasland umgewandelt und beweidet. Nach 1990 fielen diese Flächen zum Teil brach. Durch umfangreiche Abwassereinleitungen in den Schmachter See zu DDR-Zeiten verschlechterte sich die Seequalität erheblich. Der polytrophe See wurde im Jahr 2004 umfangreich entschlammt.

## Pflanzen- und Tierwelt
Der Schmachter See hat seine ursprüngliche Vegetation eines mesotrophen Sees überwiegend verloren. Tausendblatt und Hornkraut wachsen noch immer mit Wasserlinse und Schilfröhrichten im Uferbereich. Im Norden, Westen und Süden umgibt Erlenbruchwald mit Schwertlilie, Sumpf-Blutauge, Wasserfeder und Zungen-Hahnenfuß den See. Feuchtwiesen mit Seggen und Röhrichten finden sich südlich. Ganz im Süden des Naturschutzgebiets sind die Flächen mit Gebüschen aus Grauweiden und Birken bestanden. In den Fangerien wächst Buchenwald mit Eiche und Hainbuche, sowie Perlgras im Unterwuchs.
Der Schmachter See ist ein wichtiges Nahrungs- und Rastgebiet für Enten, Taucher und Säger. Über 1000 rastende Zwergsäger wurden beobachtet. Hervorhebenswerte Brutvögel sind Rohrdommel, Rohrweihe, Rohrschwirl, Drosselrohrsänger, Bekassine, Wachtelkönig und Hohltaube. Über 90 Schnecken- und Muschelarten, sowie fünf Krebsarten wurden nachgewiesen.